# Coppa del mondo di arrampicata 1991
La Coppa del mondo di arrampicata 1991 si è disputata dal 26 aprile al 5 dicembre, nell'unica disciplina lead.

## Tappe
La Coppa si è disputata su 6 gare.
| # | Data         | Città      | Nazione     |
| - | ------------ | ---------- | ----------- |
| 1 | 26 aprile    | Vienna     | Austria     |
| 2 | 30 agosto    | Clusone    | Italia      |
| 3 | 20 settembre | Innsbruck  | Austria     |
| 4 | 16 ottobre   | Tokyo      | Giappone    |
| 5 | 31 ottobre   | Norimberga | Germania    |
| 6 | 5 dicembre   | Birmingham | Regno Unito |

## Classifica maschile lead
| Pos.                                                                        | Atleta                | AUT      | ITA      | AUT     | JPN         | GER | GBR | Punti |
| --------------------------------------------------------------------------- | --------------------- | -------- | -------- | ------- | ----------- | --- | --- | ----- |
| 1                                                                           | François Legrand      | 1        | 1        | 2       |             | 1   |     | 380   |
| 2                                                                           | François Lombard      | 5        | 8        | 6       | 2           | 15  | 1   | 318   |
| 3                                                                           | Yuji Hirayama         | 4        |          | 2       | 1           | 34  | 2   | 315   |
| 4                                                                           | Jean-Baptiste Tribout | 3        | 7        | 2       | 3           | 10  | 6   | 300   |
| 5                                                                           | Didier Raboutou       | 10       | 2        | 7       | 8           |     |     | 197   |
| 6                                                                           | Patxi Arocena         | 5        | 16       | 14      | 5           | 8   | 42  | 186   |
| 6                                                                           | Frédéric Nicole       | 45       | 5        | 28      | 4           | 5   | 13  | 186   |
| 8                                                                           | Salavat Rakhmetov     |          | 4        | 1       |             | 17  |     | 173   |
| 9                                                                           | Guido Köstermeyer     | 10       | 12       | 20      |             | 7   | 4   | 172   |
| 10                                                                          | Stefan Fürst          | 9        | 13       | 10      | 15          | 6   | 16  | 166   |
| \| Legenda \| 1º posto \| 2º posto \| 3º posto \| A punti \| Senza punti \| |                       |          |          |         |             |     |     |       |
| Legenda                                                                     | 1º posto              | 2º posto | 3º posto | A punti | Senza punti |     |     |       |

## Classifica femminile lead
| Pos.                                                                        | Atleta              | AUT      | ITA      | AUT     | JPN         | GER | GBR | Punti |
| --------------------------------------------------------------------------- | ------------------- | -------- | -------- | ------- | ----------- | --- | --- | ----- |
| 1                                                                           | Isabelle Patissier  | 1        | 2        | 4       | 7           | 1   | 1   | 435   |
| 2                                                                           | Susi Good           | 4        | 1        | 2       | 3           | 4   | 2   | 380   |
| 3                                                                           | Robyn Erbesfield    | 5        | 5        | 2       | 1           | 2   | 3   | 376   |
| 4                                                                           | Nanette Raybaud     | 3        | 13       | 1       | 2           | 3   | 4   | 365   |
| 5                                                                           | Luisa Iovane        | 6        | 3        | 8       | 8           | 6   | 7   | 242   |
| 6                                                                           | Anna Ibanez-Tudoras | 7        | 7        | 10      | 5           | 19  | 5   | 222   |
| 7                                                                           | Venera Chereshneva  | 11       | 7        | 6       |             | 11  | 6   | 199   |
| 8                                                                           | Lynn Hill           | 2        | 14       | 7       |             | 5   |     | 198   |
| 9                                                                           | Catherine Gloesener | 8        |          | 5       | 4           | 8   | 26  | 191   |
| 10                                                                          | Isabelle Dorsimond  | 10       | 6        | 16      | 12          | 9   | 9   | 183   |
| \| Legenda \| 1º posto \| 2º posto \| 3º posto \| A punti \| Senza punti \| |                     |          |          |         |             |     |     |       |
| Legenda                                                                     | 1º posto            | 2º posto | 3º posto | A punti | Senza punti |     |     |       |